# 蜂塚氏
蜂塚氏（はちつかし）は伯耆国日野郡の国人一族で江尾城を拠点としていた。

## 経歴
出自は清和源氏・新田氏系といわれるが定かではない。伯耆国日野郡の在地領主として成長した蜂塚氏は同郡の在地領主連合・日野衆の中にその名が確認されるようになる。『鳥取県神社誌』によれば文明16年（1484年）に初代・蜂塚安房守が在城して以来、2代・蜂塚三河守、3代・蜂塚丹波守と続いた。永正年間に入り、尼子氏が伯耆国に侵入すると尼子の下へ属した。4代当主の蜂塚右衛門尉は永禄初期に毛利氏と通じるようになるが、まもなく尼子氏に帰参した。永禄7年（1564年）8月、杉原盛重・山田満重らによって江尾城が攻撃されると持ちこたえられず、城内にて右衛門尉とその一族が自刃し、落城、江尾城に80年間在城した蜂塚一族はここに滅亡した。
蜂塚一族の菩提寺とされる清洞寺は現在は廃寺となっているが、江尾城周辺の地籍図には字・清導寺の地名が残っている。また、一族は初代の蜂塚安房守から4代の右衛門尉まで宮市神社を篤く信仰し、社領として13石6斗3合を寄進したと伝えられている。